# Federico Grifeo
Federico Grifeo (Firenze, 25 aprile 1894 – Flondar, 25 maggio 1917) è stato un militare italiano, decorato di Medaglia d'oro alla memoria e di bronzo al valor militare nel corso della prima guerra mondiale.

## Biografia
Nacque a Firenze il 25 aprile 1894, figlio di Federico e Francesca Gratteschi. Appassionato di arte si dedicò allo studio della pittura. Divenuto patriota e fervente interventista, all'atto dell'entrata in guerra del Regno d'Italia, avvenuta il 24 maggio 1915, si arruolò volontario nel Regio Esercito, entrando in servizio nel luglio dello stesso anno nel 3º Reggimento bersaglieri, allora operante sul Passo Valles, in Val Cordevole. Ottenuta la nomina ad Aspirante ufficiale di complemento nel giugno 1916, fu trasferito al 7º Reggimento bersaglieri che allora si trovava nelle retrovie del fronte. Dietro sua esplicita richiesta, formalizzata con una lettera al padre, ufficiale superiore che allora si trovava in zona di operazioni, chiese ed ottenne di essere inviato in zona di combattimento, assegnato in forza ad un reparto di arditi del 1º Reggimento bersaglieri allora operante sul Carso. Per il coraggio dimostrato durante un'azione compiuta il 20 aprile 1917 fu decorato di Medaglia di bronzo al valor militare. 
Nel mese di maggio, nel corso della decima battaglia dell'Isonzo, si distinse particolarmente nei duri combattimenti avvenuti nei camminamenti e nelle gallerie nemiche, catturando una intera compagnia nemica che si era arroccata in una dolina opponendo strenua resistenza. Il 25 maggio 1917 cadde in combattimento a Flondar, colpito in fronte da un proiettile di mitragliatrice nemica mentre alla testa dei suoi soldati attaccava le munite trincee dell'avversario. Per onorarne il coraggio fu decretata la concessione della Medaglia d'oro al valor militare alla memoria.

### Annotazioni
1. ↑  La famiglia era di antica nobiltà originaria della Sicilia.
2. ↑  Il Duca d'Aosta, comandante della 3ª Armata scrisse di lui in una lettera alla famiglia: Io sento per questo loro figliuolo che leoninamente si è battuto, quel vivo senso di ammirazione e di orgoglio che produce la perdita di questi eroi adolescenti che alla Patria hanno fatto completa ed assoluta dedizione della loro vita. Egli è caduto come leggendario guerriero della nostra migliore epopea.

### Fonti
1. 1 2 3 4 5 6  Fiamma Cremisi n.3, maggio-giugno 2017, p. 9.
2. 1 2 3 4 5 6  Combattenti Liberazione.
3. ↑  Sito web del Quirinale: dettaglio decorato.